# Весёлое привидение
«Неугомонный дух», или «Весёлое привидение» (англ. Blithe Spirit) — классический британский комедийный художественный фильм режиссёра Дэвида Лина по одноимённой пьесе Ноэла Кауарда с Рексом Харрисоном в главной роли.

## Сюжет
Однажды писатель Чарльз Кондомин со своей второй женой Рут приглашает медиума провести сеанс связи с потусторонним миром в его доме. Чарльз готов на себе испытать присутствие потусторонних сил, дабы потом описать свои наблюдения в будущем романе.
Медиум мадам Аркати невольно вызывает дух его покойной первой жены Эльвиры — язвительной и капризной блондинки, которая сразу невзлюбила новую супругу Чарльза. С этой минуты несчастный мужчина становится заложником своего эксперимента.
Враждующие жёны доводят его до грани безумия. Чарльз всеми мыслимыми и немыслимыми способами пробует избавиться от Эльвиры, но это оказывается не так-то просто.

## В ролях
- Рекс Харрисон — Чарльз Кондомин
- Констанс Каммингс — Рут Кондомин
- Кэй Хэммонд — Эльвира Кондомин
- Маргарет Рутерфорд — Мадам Аркати
- Хью Уэйкфилд — доктор Джордж Брэдмен
- Джойс Кэри — Вайолет Брэдмен
- Жаклин Кларк — Эдит
- Ноэл Кауард — рассказчик

## Производство и прокат
Пьеса «Неугомонный дух», впервые поставленная в Лондоне летом 1941 года, имела огромный успех. Особенно покорили публику Кэй Хэммонд и Маргарет Рутерфорд в ролях усопшей жены главного героя и эксцентричного медиума.
В 1941 году несколько американских кинокомпаний предложили Ноэлу Кауарду продать права на экранизацию пьесы, но автор отклонил предложения, посчитав, что Голливуд исказит или опошлит его произведение, и предложил создать адаптацию британской независимой студии «Cineguild». В итоге за экранизацию взялся Дэвид Лин — напарник Кауарда по работе над фильмом «В котором мы служим». По рекомендации драматурга с театральных подмостков в фильм перешли и Хэммонд, и Рутерфорд.
Фильм был выпущен в Technicolor и стал первой режиссёрской работой Дэвида Лина в жанре комедии. Премьерный показ состоялся 5 апреля 1945 года в Лондоне (Великобритания), где лента получила положительные отзывы критики. Особо упоминались качество монтажа и реалистичное воспроизведение призрака в зеленоватом отсвете; за эти визуальные эффекты Томас Хоуард удостоился премии «Оскар». При этом многие критики отмечали, что постановщик не совсем корректно распределил роли актёров, не сумев определить их потенциальное амплуа. 
Комедия провалилась в прокате и даже не окупила затраты на производство, хотя и считается одним из ярких примеров раннего творчества Дэвида Лина.